# Iłowa (gemeente)
De gemeente Iłowa is een stad- en landgemeente in het Poolse woiwodschap Lubusz, in powiat Żagański.
De zetel van de gemeente is in Iłowa.
Op 30 juni 2004 telde de gemeente 7157 inwoners.

## Oppervlakte gegevens
In 2002 bedroeg de totale oppervlakte van gemeente Iłowa 153,05 km², waarvan:
- agrarisch gebied: 24%
- bossen: 66% (Bory Dolnośląskie)

De gemeente beslaat 13,53% van de totale oppervlakte van de powiat.

## Demografie
Stand op 30 juni 2004:
| Omschrijving                   | Totaal | Totaal | Vrouwen | Vrouwen | Mannen | Mannen |
| ------------------------------ | ------ | ------ | ------- | ------- | ------ | ------ |
| eenheid                        | aantal | %      | aantal  | %       | aantal | %      |
| inwoners                       | 7157   | 100    | 3643    | 50,9    | 3514   | 49,1   |
| bevolkingsdichtheid (inw./km²) | 46,8   | 46,8   | 23,8    | 23,8    | 23     | 23     |

In 2002 bedroeg het gemiddelde inkomen per inwoner 2415,38 zł.

## Plaatsen
| L.p. | Plaats           | inwoners |
| ---- | ---------------- | -------- |
| 1.   | Iłowa            | 4 004    |
| 2.   | Konin Żagański   | 760      |
| 3.   | Czyżówek         | 590      |
| 4.   | Jankowa Żagańska | 580      |
| 5.   | Borowe           | 450      |
| 6.   | Czerna           | 360      |
| 7.   | Szczepanów       | 260      |
| 8.   | Klików           | 100      |
| 9.   | Żaganiec         | 90       |
| 10.  | Wilkowisko       | 60       |
| 11.  | Kowalice         | 50       |
| 12.  | Nowoszów         | 0        |

## Aangrenzende gemeenten
Gozdnica, Osiecznica, Węgliniec, Wymiarki, Żagań, Żagań, Żary